# Brienz Rothorn Bahn
Pour les articles homonymes, voir BRB.

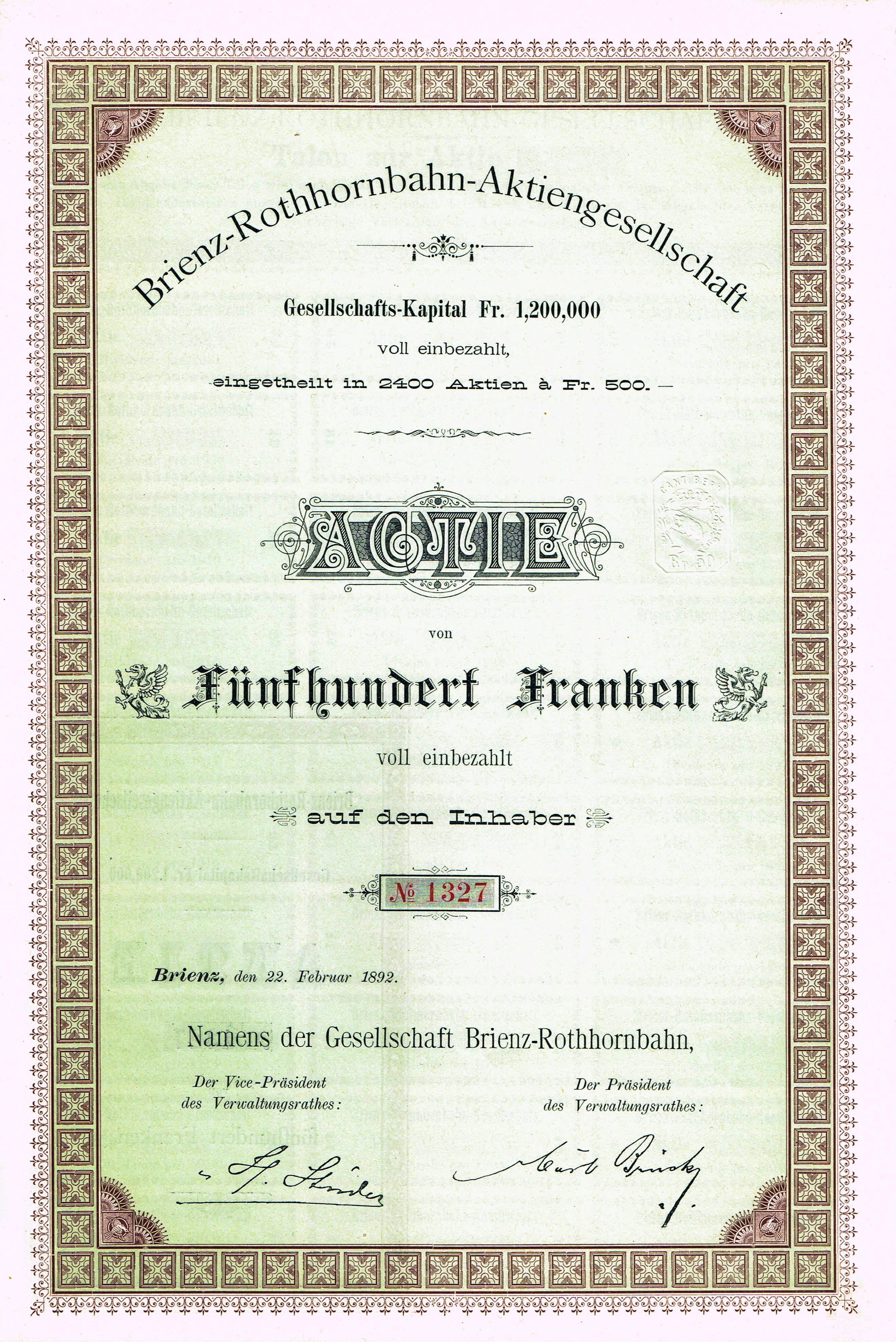
Action de la Brienz-Rothornbahn-AG en date du 22. Fevrier 1892

La Brienz Rothorn Bahn (BRB) est une compagnie de chemin de fer exploitant la voie à crémaillière entre Brienz en Suisse, et le Rothorn de Brienz. Le service est interrompu en hiver, il est surtout destiné à un transport touristique. En raison de sa forte pente, il a recours à la crémaillère sur toute sa longueur.

## Historique
La ligne a été mise en service dans sa totalité le 17 juin 1892, après deux ans de travaux. Pour cause de guerre, puis en raison de mauvais résultats financiers, l'exploitation fut suspendue entre le 1er août 1914 et le 14 juin 1931.

## Caractéristiques
Le tracé entre Brienz et le Rothorn est long de 7,60 kilomètres, avec une dénivellation de 1 678 mètres pour une pente moyenne de 224 pour mille. Le rayon minimal des courbes est de 60 mètres. En raison de sa forte pente, il a recours à la crémaillère sur toute sa longueur.

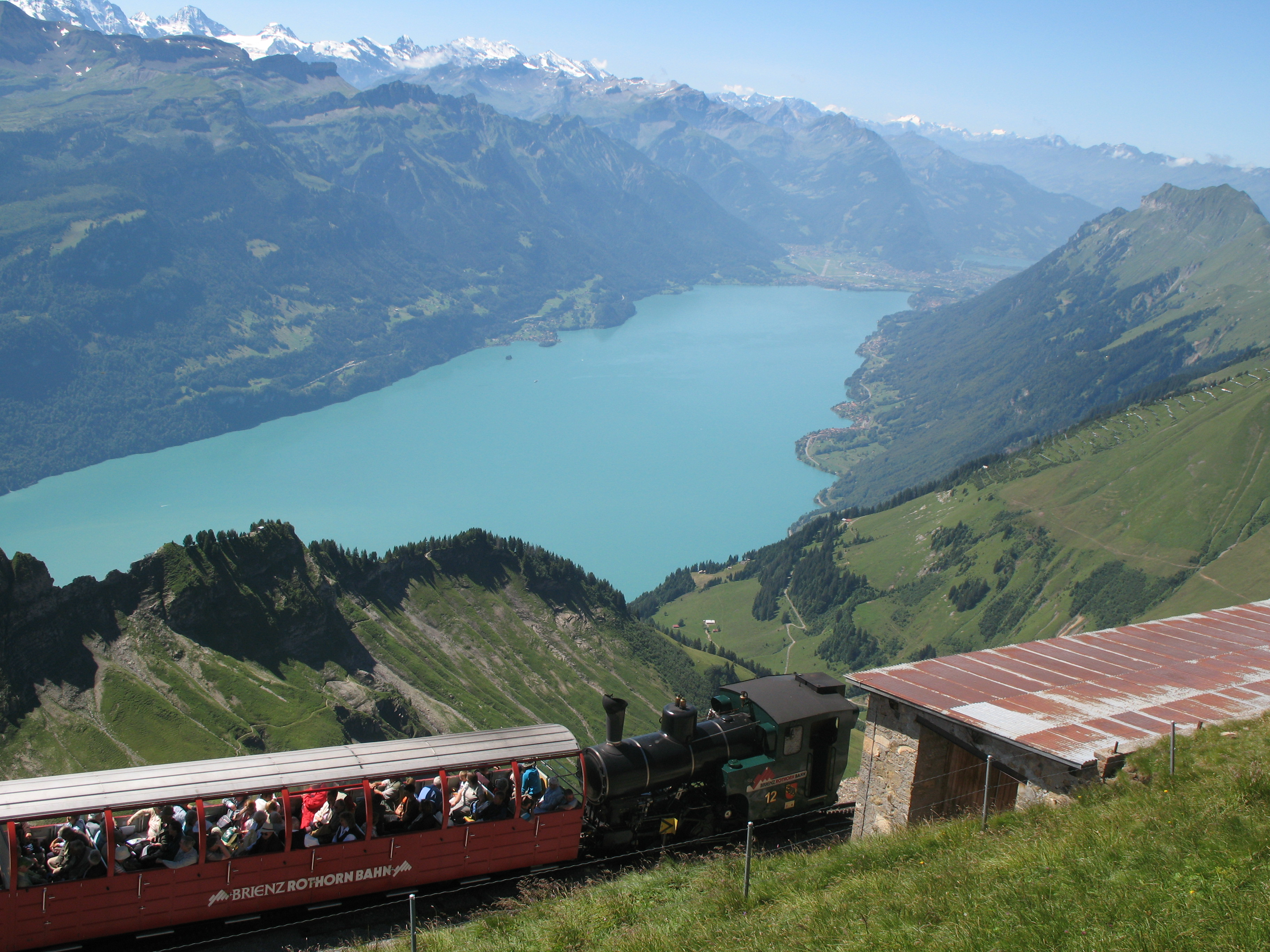
Vue sur le lac de Brienz

## Exploitation
Essentiellement à vocation touristique, la ligne n'a jamais été électrifiée. De nos jours encore, la plupart des trains sont assurés par des locomotives à traction à vapeur, mais quelques locotracteurs à traction thermique sont employés, notamment pour les trains servant à l'entretien de la ligne.

### Matériel roulant
Locomotives à vapeur : toutes les locomotives sont fournies par la firme suisse SLM Winterthur spécialiste des chemins de fer à crémaillère.

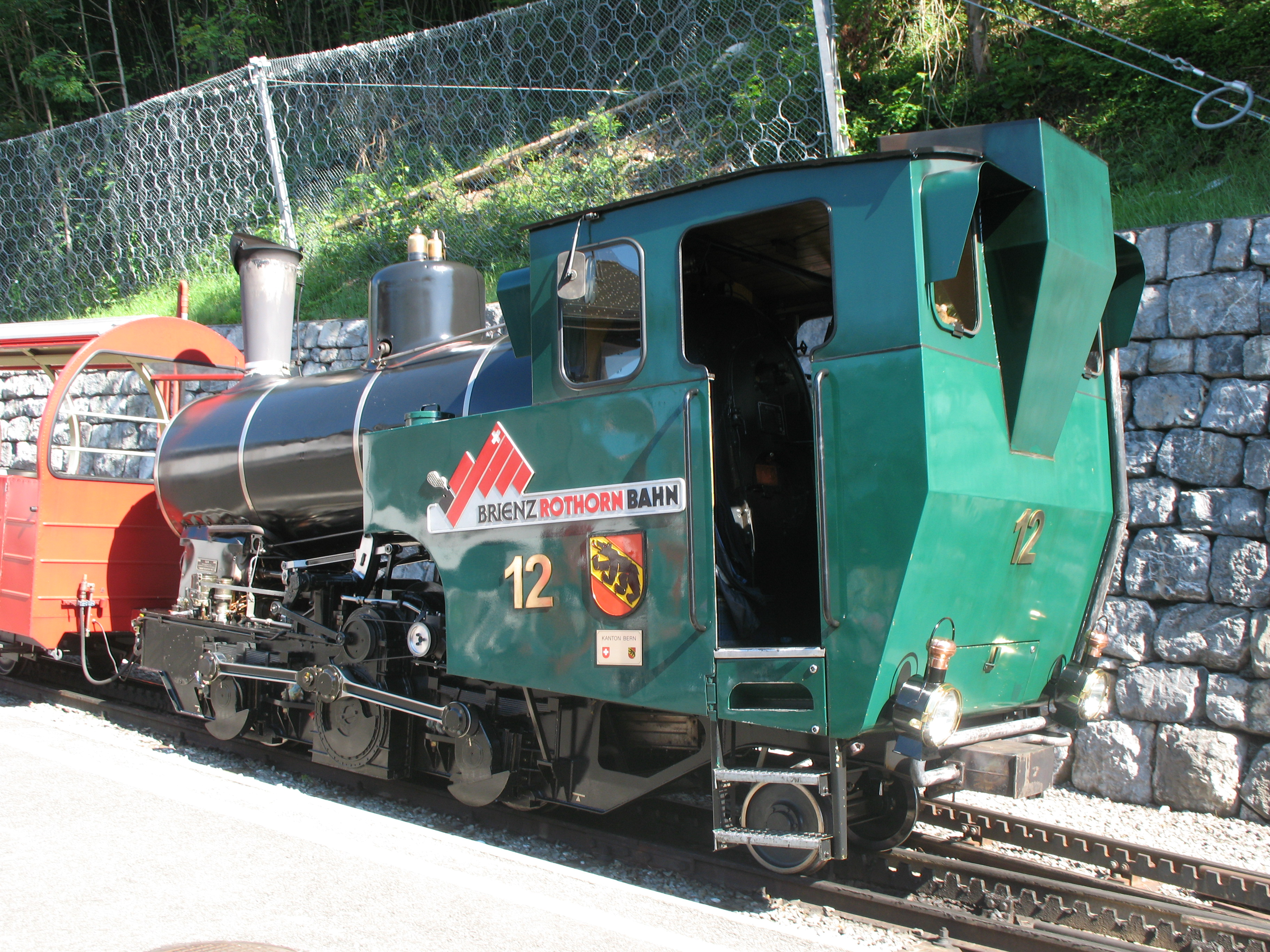
locomotive construite par SLM